# O menino azul
O menino azul (em inglês: The Blue Boy) é uma pintura a óleo realizada, por volta de 1770, pelo pintor inglês Thomas Gainsborough. Atualmente, faz parte da coleção da Biblioteca Huntington, em San Marino, na Califórnia.

## História
Uma das obras mais conhecidas de Gainsborough, O menino azul foi durante muito tempo considerado um retrato de Jonathan Buttall (1752-1805), o filho de um rico comerciante de ferragens, devido ao fato de este ter sido o primeiro proprietário do quadro. Esta identificação nunca foi provada e, como Susan Sloman argumentou em 2013, a provável figura é do sobrinho do pintor, Gainsborough Dupont (1754-1797). A obra é um estudo de trajes históricos, assim como um retrato; o jovem aparece em vestuário do século XVII como homenagem do artista a Antoon van Dyck, e é muito semelhante a outros retratos de jovens rapazes feitos pelo artista flamengo, especialmente o seu duplo retrato dos irmãos George Villiers, 2º Duque de Buckingham e Lorde Francis Villiers.
Em 1821, John Young (1755-1825), gravador e guardião da British Institution, publicou pela primeira vez uma reprodução do quadro e contou a história de como o artista pintou The Blue Boy para contestar os argumentos de Sir Joshua Reynolds. Como Presidente da Academia Real, Reynolds tinha dado uma palestra pública sobre o uso de cores quentes e frias no seu Oitavo Discurso apresentado em 1778.
"Na minha opinião, deve ser indispensavelmente observado que as massas de luz num quadro sejam sempre de uma cor quente, suave, amarela, vermelha, ou branca amarelada, e que as cores azul, cinzenta, ou verde sejam mantidas quase inteiramente fora dessas massas, e sejam utilizadas apenas para suportar ou desencadear essas cores quentes; e para esse fim, uma pequena proporção de cor fria será suficiente. Se esta conduta for invertida; se a luz for fria, e a cor circundante quente, como vemos frequentemente nas obras dos pintores romanos e florentinos, estará fora do poder da arte, mesmo nas mãos de Rubens e Ticiano, para tornar um quadro esplêndido e harmonioso.
— Tradução livre do discurso por Joshua Reynolds, proferido no seu Oitavo Discurso, em 1778

Esta anedota a respeito de sua origem apelou à percepção do público sobre as personalidades distintas de Reynolds e Gainsborough, uma vez que colocou os dois artistas em oposição. Como presidente da Academia Real, Reynolds foi um defensor disciplinado da pintura histórica, que desempenhou um papel ativo no desenvolvimento e entrega de seu currículo, e em sua apresentação nas exposições anuais. Gainsborough, por outro lado, foi retratista e paisagista e manteve-se afastado de quaisquer funções acadêmicas. Reynolds foi nomeado cavaleiro em 1769, além de escrever críticas de arte e proferir palestras, enquanto Gainsborough nunca recebeu reconhecimento da Coroa e tem como legado escrito apenas sua correspondência. Estas e outras diferenças reais e imaginárias entre os dois artistas foram exageradas em relatos subsequentes sobre a criação d'O menino azul.
Embora, posteriormente, tenha ficado claro que a pintura foi concluída por Gainsborough oito anos antes do Oitavo Discurso de Reynolds, a história sobre como resultou de um desafio sobre cores quentes e frias era demasiado apelativa para ser esquecida. O relato, apesar de equivocado, impulsionou o quadro para a fama internacional.

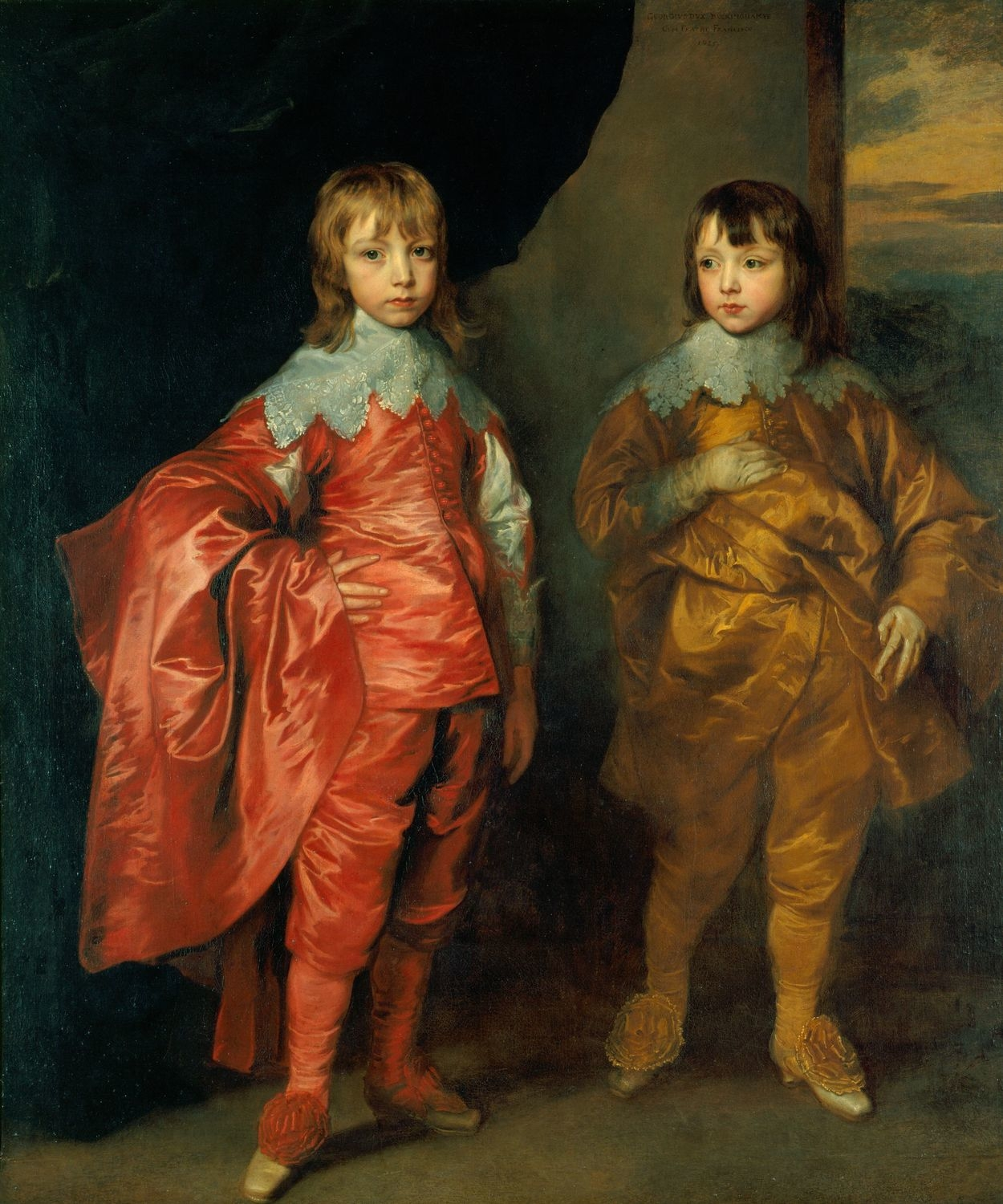
Retrato de George Villiers, 2º Duque de Buckingham, e Lorde Francis Villiers, por Van Dyck.

A pintura esteve na posse de Buttall até à sua falência, em 1796. Foi primeiro comprado pelo político John Nesbitt e depois, em 1802, pelo retratista John Hoppner. Por volta de 1809, O menino azul entrou na colecção do Conde Grosvenor e permaneceu com os seus descendentes até à sua venda pelo segundo Duque de Westminster ao magnata dos caminhos-de-ferro da Califórnia, Henry Edward Huntington, em 1921. Antes da sua partida para a Califórnia em 1922, O menino azul foi brevemente exposto na National Gallery, onde foi visto por 90.000 pessoas. Os britânicos reconheceram a perda da pintura de Gainsborough de diversas maneiras, incluindo o seu aparecimento em palco no final do Mayfair and Montmartre Variety Show no New Oxford Theatre, na Primavera de 1922. Emoldurada no palco, vestida como o rapaz da pintura, e ladeada por cowboys e índios, a celebridade Nellie Taylor cantou "The Blue Boy Blues" de Cole Porter.
A família Grosvenor desempenhou um papel significativo na fama crescente do quadro durante o século XIX e início do século XX. Não só permitiram aos visitantes da sua residência em Londres ver o quadro, como também emprestaram-no frequentemente a exposições importantes, incluindo a Exposição de Tesouros Artísticos em Manchester em 1857, quando O menino azul capturou a atenção de espectadores. Guias de galerias e publicações de exposições transmitiram a história das origens contestadas da pintura. O quadro foi subsequentemente exposto a grande aclamação do público na Grande Exposição de Londres em 1862, na Academia Real Inglesa e no então Museu de South Kensington em 1870, na Grosvenor Gallery em 1885, e novamente na Academia Real em 1896, quando foi considerado como "o mais famoso de todos os seus quadros" por uma crítica no London Times.
Além ser exibido em locais públicos, a pintura também apareceu em publicações e como estampas individuais em preto e branco e coloridas. Tornou-se uma figura popular da cerâmica e apareceu em anúncios publicitários. O menino azul também ganhou vida como homens, mulheres, meninos e meninas vestidos com trajes semelhantes em bailes de fantasia, cerimônias de casamento, pantomimas, peças de teatro e, eventualmente, em filmes e programas de televisão.
Em 2017, foi iniciado um projeto de restauração da obra, primeiro através de uma análise preliminar utilizando uma gama de técnicas de imagem, e seguido em 2018 pelo "Projeto Blue Boy", que ofereceu aos visitantes da Biblioteca Huntington um vislumbre das técnicas de conservação da obra. O processo de restauração foi concluído em 26 de março de 2020.
Em 25 de janeiro de 2022, O menino azul voltou a ser exibido na National Gallery de Londres, exatamente um século desde que deixou o Reino Unido em 1922, ficando em exposição por cinco meses antes de retornar permanentemente aos Estados Unidos.